# Dornych
Dornych, do roku 1991 psán též jako Dornich, je dopravně významná ulice v Brně, součást městské radiály z centra jihovýchodním směrem na dálnici D2. Je dlouhá asi 1,5 km a po její části je vedena silnice I/41. Severní úsek se nachází v městské části Brno-střed (Trnitá) a jižní v části Brno-jih (Komárov). V celé délce jde o čtyřproudou velkoměstskou třídu, místy rozšířenou o odbočovací pruhy.

## Název a historie
Dornich patří k nejstarším brněnským pomístním jménům. Název pochází z původní předměstské obce připojené roku 1850 k Brnu a nesporně je německého původu, přičemž zřejmě odkazoval k trnitým či suchým porostům (Dornreich – srov. název okolní čtvrti Trnitá).
Již na počátku 19. století se ulice nazývala Am Dornich, roku 1867 byla oficiálně pojmenována Dornichgasse. Po vzniku Československa byl název roku 1919 zjednodušen na Dornich, přičemž jižní úsek, patřící do Komárova, se jmenoval Brněnská (podle svého směru z komárovské perspektivy). Za německé okupace byla roku 1942 tato část přejmenována na Basilejskou (Baselstrasse), roku 1946 byl vrácen název Brněnská, ačkoliv se ulice dávno nacházela uvnitř Brna. Teprve 29. srpna 1991 byl Dornich s Brněnskou formálně sloučen do jediné ulice Dornych.

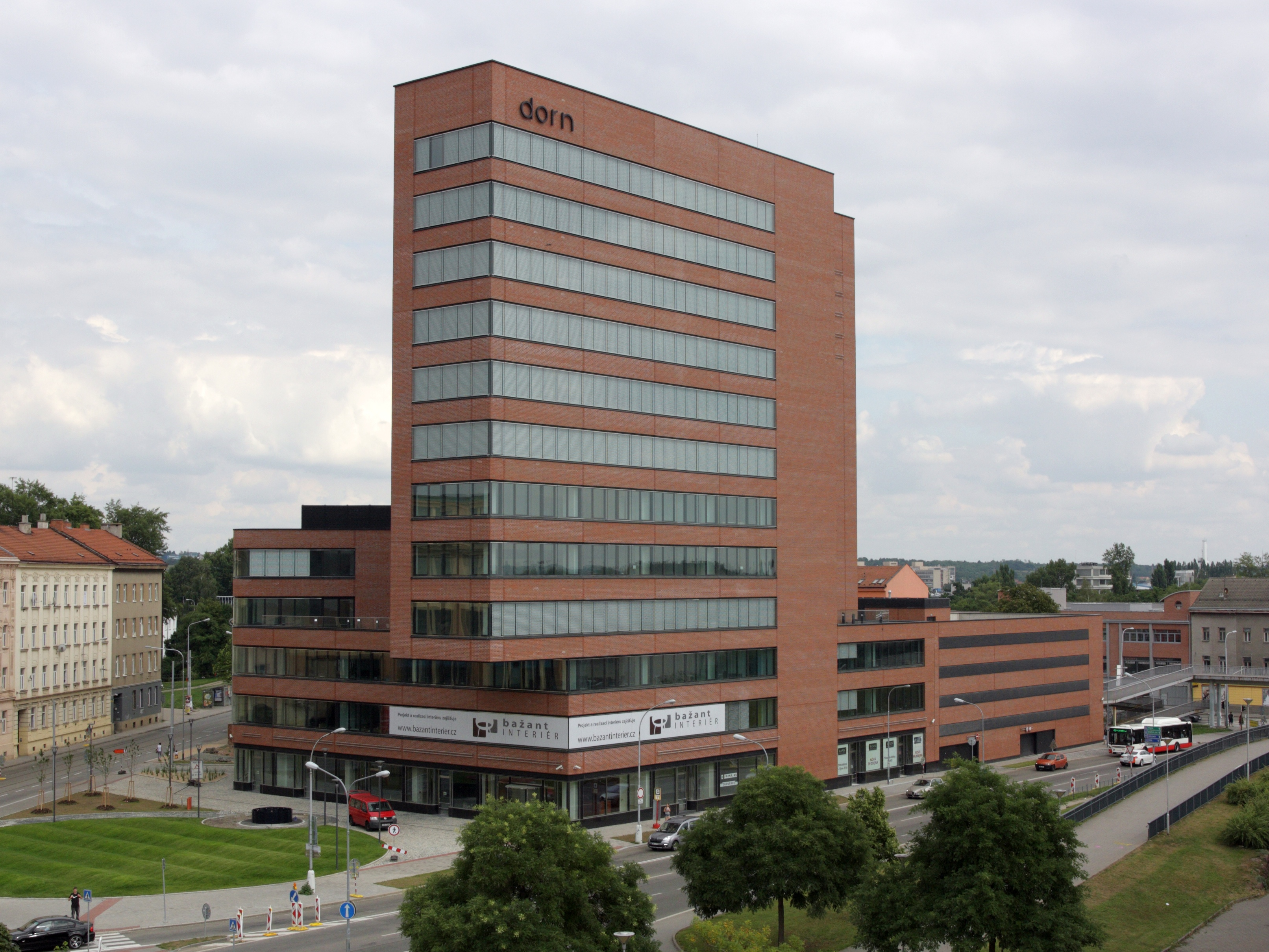
Dorn Brno

Dornych ve svém severním úseku procházel brněnskou předměstskou čtvrtí Náhon (také přezdívanou „Benátky“), která byla za komunismu z větší části zbořena a radikálně přestavěna. Na rohu Dornychu a Úzké vzniklo Obchodní centrum Dornych. Přilehlé průmyslové areály Vaňkovky a Vlněny, zpustlé do podoby brownfieldů, byly revitalizovány na nákupní centrum (Galerie Vaňkovka) a kanceláře (Vlněna Office Park). Přímo podle Dornychu byl nazván kancelářský komplex Dorn. Další výstavba kolem ulice probíhá nebo je v plánu.

## Trasa
Ulice začíná na křižovatce s Křenovou jako přímé pokračování Koliště. V krátkém úseku k odbočení Úzké po ní vede vnitřní městský okruh. Následuje křížení s ulicí Zvonařka, po níž vede Velký městský okruh – jedna z nejfrekventovanějších brněnských křižovatek. Zde začíná silnice I/41 (přivaděč na dálnici D2). Dornych podchází železniční trať z dolního nádraží a v Komárově volně přechází do ulice Svatopetrské. Na ulici se nachází sedm světelných křižovatek.

## Doprava
Po Dornychu odedávna vedla hlavní silnice z Brna směrem na jihovýchod (směr Tuřany, Měnín, Hodonín, dnes II/380), z níž se postupně vyvinula rušná městská radiála. Její význam a vytížení významně narostly koncem 70. let 20. století, kdy byla od Brna vybudována dálnice D2, navazující právě na tuto radiálu, což na Dornych přivedlo i dopravu směr Břeclav a Bratislava (do té doby vedenou primárně po Vídeňské). Pro jeho odlehčení byla dopravní zátěž z velké části převedena na paralelní ulici Plotní.
Tento stav trval do roku 2018, kdy začaly rozsáhlé stavební práce na přeložce tramvajové tratě do Komárova. Ta vedla od roku 1901 právě po Dornychu, avšak jako vhodnější trasa byla vyhodnocena ulice Plotní, která vede příměji a lépe obsluhuje jak stávající ústřední autobusové nádraží, tak potenciálně i plánované nové hlavní vlakové nádraží. Od počátku 20. let je tak rekonstruovaný Dornych určen tranzitní automobilové dopravě, zatímco na Plotní je průjezd automobilů prakticky vyloučen a ulice slouží hromadné dopravě a cyklodopravě.
V minulosti se plánovalo na Dornych v místě ohybu za ul. Kovářskou navázat novou bratislavskou radiálu.